# Victor Leduc
Pour les articles homonymes, voir Leduc.
Valdemar Nechtschein, dit Victor Leduc, est un résistant, militant et ancien dirigeant communiste français né le 21 août 1911 à Berlin et mort le 2 décembre 1993 à Paris.

## Biographie
Valdemar Nechtschein est né à Berlin en 1911, dans une famille de juifs russes communistes, exilés à la suite de l’échec de la révolution de 1905. Ils arrivent en France en 1914. 
Membre des Jeunesses communistes depuis 1928, Victor Leduc adhère au Parti communiste en 1934 et crée une des premières cellules d’établissement au lycée Saint-Louis où il est maître d’internat. En 1937, il est nommé professeur de philosophie dans les Vosges, à Saint-Dié et anime le cercle des « amis de l’URSS » malgré le Pacte germano-soviétique. Révoqué en 1940 comme « juif », il s’engage dans la Résistance au sein du mouvement Libération-Sud, aux côtés de Jean-Pierre Vernant, René Glodek, Jeanne Modigliani, Lucie Aubrac. En 1943, il est arrêté par la police française et incarcéré à la centrale d’Eysses puis participe à la révolte des internés. Transféré à Sisteron, il s'évade et rejoint Paris en janvier 1944.  
Après la guerre il dirige Action, le journal communiste résistant sorti de la clandestinité. Cependant, en 1949, il est  relevé de cette fonction par la direction communiste pour avoir soutenu Pierre Hervé en conflit avec Louis Aragon. Il est remplacé par Yves Farge. Il est nommé responsable de Partisan de la Paix, revue du mouvement de la paix, et écrit pour les Cahiers du communisme, la Nouvelle Critique et L'Humanité. Sous le titre Communisme et Nation, il publie en 1954 ses réflexions sur sa conception de la nation indépendante du conflit de classe.
En 1952, il retrouve un poste d'enseignant en lycée, qui lui permet d'être financièrement indépendant du parti, et milite au SNES. Il y défend, contre l'avis des communistes « orthodoxes », dont Maurice Loi, la « co-gestion » de la section académique de Paris par la tendance Unité et action avec les majoritaires de la tendance autonome. 
À la suite des événements de Hongrie en 1956 il entre en conflit ouvert avec Maurice Thorez et la direction communiste. Il participe ensuite au Comité des Intellectuels contre la guerre d’Algérie. Dans L'Étincelle, journal clandestin, et Voies nouvelles, tous deux animés avec Jean-Pierre Vernant, paraissent des critiques très virulentes contre la politique algérienne de la France. L'Étincelle avait fusionné avec le bulletin d'opposition interne Tribune de discussion, auquel participait entre autres le philosophe Henri Lefebvre ou le trotskyste Gilbert Marquis, et qui fut l'objet d'une purge vers 1958-1959.
Resté membre du PCF, il signa le texte que trente intellectuels communistes adressèrent en juin 1968 au Bureau du Parti pour demander des explications sur sa ligne. Après avoir critiqué les exclusions de Roger Garaudy et Charles Tillon, il est finalement exclu du parti. En 1970, Il crée alors le centre d'initiative communiste (CIC) qui finit par adhérer au Parti socialiste unifié (PSU) en 1973. Il entre à la direction nationale du PSU l'année suivante.
Dix ans plus tard, devenu secrétaire national du PSU, il reproche de nouveau à sa formation d’avoir remplacé par un « socialisme responsable » le projet autogestionnaire. Il essaie au contraire de concilier l’autogestion et sa conception de « l’alternance tranquille ».
En 1988, il défend avec vigueur le soutien du PSU à la candidature de Pierre Juquin à la présidence de la république. Après la dissolution du parti, il s'engage au sein d'Alternative pour la démocratie et le socialisme. Il est aussi, à la même époque, signataire du manifeste Refondations, à l'initiative de minoritaires du PCF.
Il a également fondé la revue, Raison présente qui se réclame du rationalisme classique et du marxisme universitaire. 
Il a publié en 1986 une autobiographie sous le titre Les tribulations d’un idéologue. Il a été professeur de philosophie au lycée Lavoisier à Paris. Il a été le mari de Jeanne Modigliani, fille du peintre.

## Publications
- Communisme et Nation, Éditions sociales, 1954.
- Il n'y pas de « gauche » anti-communiste in Mésaventures de l’anti-marxisme – Les malheurs de M. Merleau-Ponty (ouvrage collectif), Paris, Éditions Sociales, 1956 ; p. 133-138.
- La coexistence pacifique, Editions Julliard, 1962.
- Les Tribulations d’un idéologue, préface de Pierre Vidal-Naquet, Éditions Syros, 1986.
- Aliénation ou autogestion, le dilemme de notre temps Éditions la Breche, 1989.